# Christopher Kakooza
Christopher Kakooza (* 15. November 1952 in Lusaze, Uganda) ist Bischof von Lugazi.

## Leben
Christopher Kakooza empfing am 3. Juni 1983 durch den Erzbischof von Kampala, Emmanuel Kardinal Kiwanuka Nsubuga, das Sakrament der Priesterweihe.
Am 2. Januar 1999 ernannte ihn Papst Johannes Paul II. zum Titularbischof von Casae in Numidia und zum Weihbischof in Kampala. Der Erzbischof von Kampala, Emmanuel Kardinal Wamala, spendete ihm am 17. April desselben Jahres die Bischofsweihe; Mitkonsekratoren waren der Bischof von Masaka, John Baptist Kaggwa, und der Bischof von Lugazi, Matthias Ssekamaanya.
Papst Franziskus ernannte ihn am 4. November 2014 zum Bischof von Lugazi. Die Amtseinführung fand am 3. Januar des folgenden Jahres statt.